# 維羅妮卡·維特科娃
維羅妮卡·維特科娃（Veronika Vítková，1988年12月9日—）是捷克冬季兩項運動員，曾獲得奧林匹克運動會混合接力銀牌和7.5公里衝刺賽銅牌。

## 外部連結
- 官方网站
- 維羅妮卡·維特科娃的Facebook專頁
- 維羅妮卡·維特科娃的Instagram帳戶